# 新朗日匯
24°09′18″N 120°38′44″E / 24.155080°N 120.645484°E
新朗日匯位於臺灣臺中市西屯區七期重劃區市政路，是香港商新朗興業有限公司建造的高層住宅大樓，由普立茲克建築獎白派理查·麥爾建築師事務所（Richard Meier & Partners）和華業建築師事務所（HOY Architects）設計，基地面積4,618平方公尺，緊鄰臺中歌劇院、臺中市政府和秋紅谷公園。。樓高165.3公尺，地上41層地下6層樓，為臺中市第七高的大樓。該案從預售至成屋歷經四次更名，但銷售狀況仍未見起色。
近期以新朗日匯案名重新進場，銷售狀況加溫，實價登錄陸續刊出，就市場消息表示已銷售三十多戶。

## 建築設計
建築分為南北雙塔樓組成，透過一個中央核心區域連接。南塔的主立面結構為白色半透明玻璃幕牆，讓自然光能夠照射進入建築物內部的同時也能讓住戶保有隱私。北塔的16樓則有一處公共天空花園，作為觀景平台使用。